# Г'юон (річка)
Г'юон (англ. Huon) — річка в південній частині острова Тасманія в Австралії. Загальна довжина річки становить 169 км — вона є п'ятою за довжиною річкою Тасманії, і поступається лише річкам Саут-Еск (252 км), Дервент (215 км), Артур (189 км) і Гордон (186 км).
Річка була названа Бруні д'Антркасто під час експедиції 1792 року на честь свого заступника Г'юона де Кермадека.

## Географія

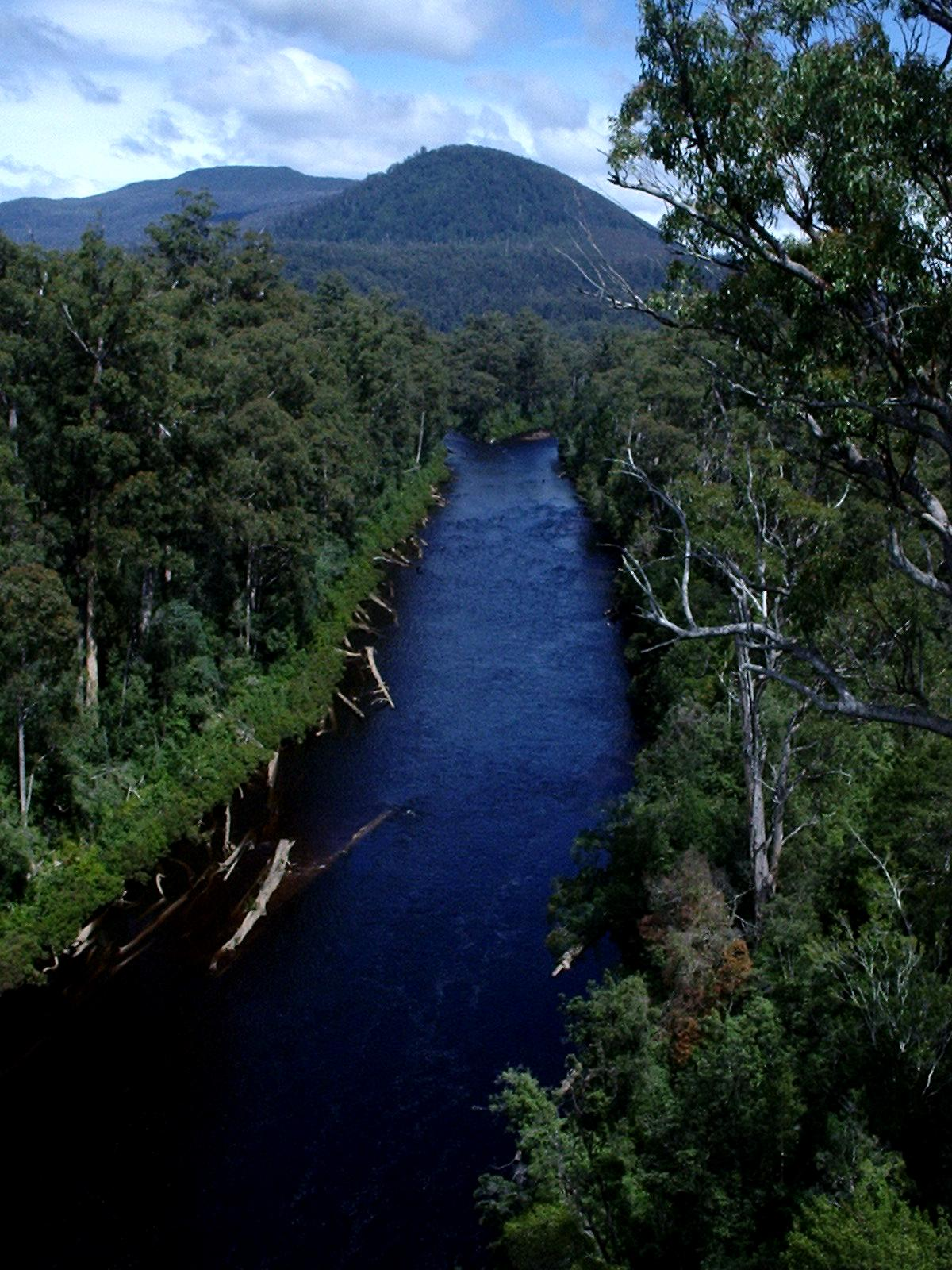
Річка Г'юон в районі лісу Тахун

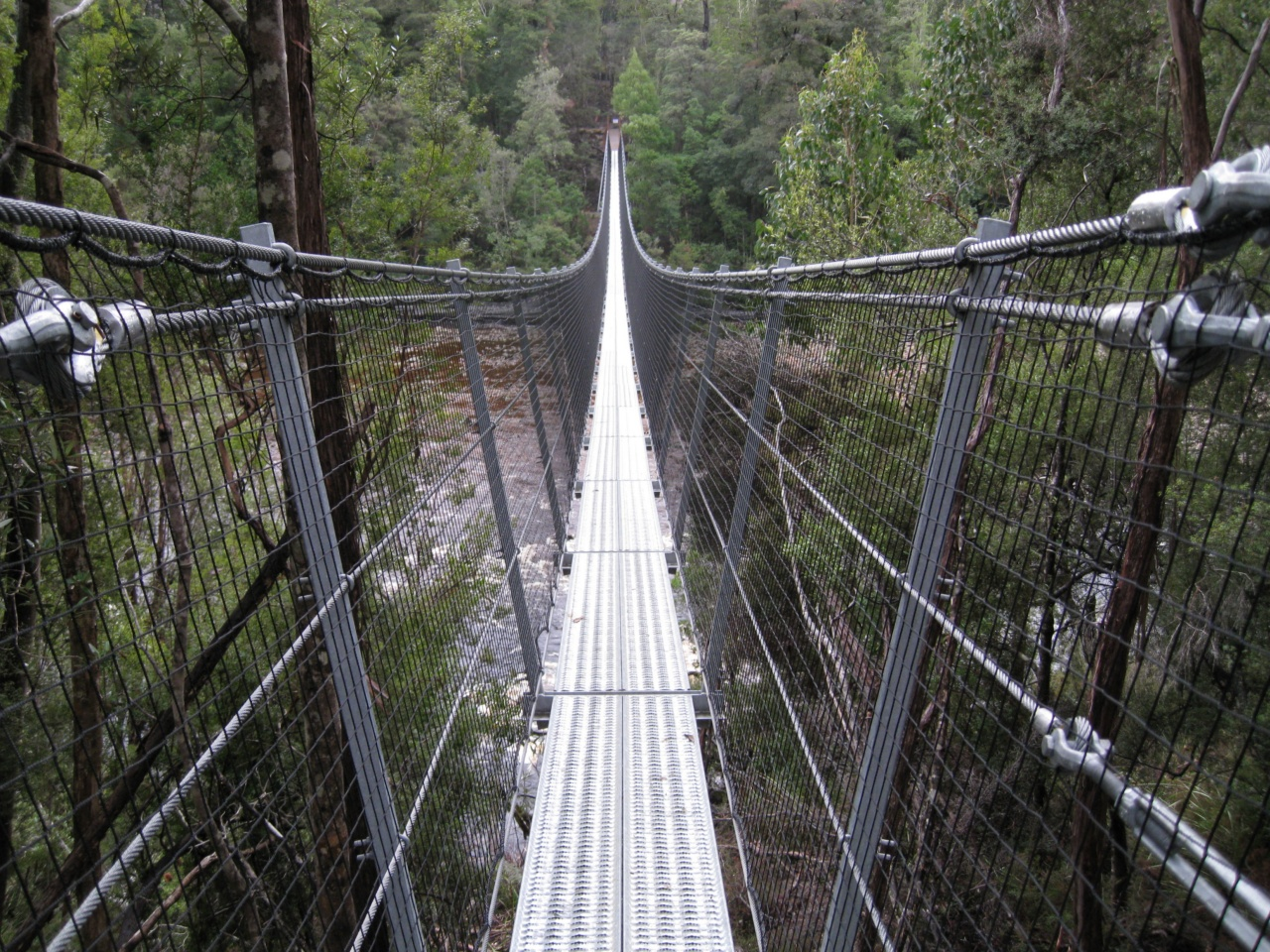
Підвісний міст через річку Г'юон

Нижня частина річки Г'юон бере свій початок від греблі Скотс-Пік біля південного краю озера Педдер, що знаходиться в південно-західній частині острова Тасманія, і тече спочатку на південь, а потім на схід. Вона стає набагато ширшою незабаром за містом Г'юонвілль, повертаючи на південний схід і поступово перетворюючись на естуарій, що впадає в протоку Д'Антркасто, що з'єднується з Тасмановим морем і знаходиться недалеко від південної частини острова Бруні. У нижній частині ширина естуарія перевищує 3 км.
Існує також невеликий відрізок верхньої течії річки Г'юон до впадіння в озеро Педдер, завдовжки приблизно 15 км, витік якого знаходиться поруч з дорогою Скоттс-Пік-Дам, недалеко від місця, де вона відходить від дороги  Гордон-Рівер.
Основні притоки річки Г'юон — річки Уелд і Піктон.
Приблизно посередині між греблею Скотс-Пік і Г'ютон Віллем знаходиться природний заказник «Ліс Тагун». Туди можна доїхати на машині і походити по підвісним стежках Tahune Airwalk, у тому числі через висячий місток через річку Г'юон.

## Рибальство
У річці водяться пструг райдужний, пструг струмковий, лосось атлантичний і мармуровий гадопс.